# Spinoserolis latifrons
Spinoserolis latifrons is een pissebed uit de familie Serolidae. De wetenschappelijke naam van de soort is voor het eerst geldig gepubliceerd in 1847 door White.